# Балтабаев, Таныбай
Таныбай Балтабаев (1900, аул Кзыл-Ту, Копальский уезд, Семиреченская область, Туркестанский край, Российская империя — 1953, село Кызылту, Капальский район, Алма-Атинская область, Казахская ССР) — старший чабан конного завода № 147 Капальского района Талды-Курганской области, Казахская ССР. Герой Социалистического Труда (1949).

## Биография
Родился в 1900 году в крестьянской семье в ауле Кзыл-Ту Копальского уезда.
С 13-летнего возраста батрачил у богатых баев. С 1938 года — старший чабан конного завода № 147 (позднее — Кзыл-Агачский овцесовхоз) в селе Кзыл-Агач Капальского уезда.
Один из первых среди чабанов Аксуйского района применил круглогодичное отгонно-пастбищное содержание овец, выгоняя свою отару в отдалённое урочище Елшет-Кум. Ежегодно обеспечивал полную сохранность поголовья отары, достигая высоких трудовых результатов в овцеводстве. В 1948 году вырастил по 120 ягнят от каждой сотни овцематок от общей численности в 500 грубошерстных маток. Указом Президиума Верховного Совета СССР от 30 июня 1949 года удостоен звания Героя Социалистического Труда за «получение высокой продуктивности животноводства в 1948 году» с вручением ордена Ленина и золотой медали «Серп и Молот» (№ 3931).
Проживал в родном селе Кызылту Капальского района. Скоропостижно умер в 1953 году.